# Koucha Moustapha
 (novembre 2020).
Si vous disposez d'ouvrages ou d'articles de référence ou si vous connaissez des sites web de qualité traitant du thème abordé ici, merci de compléter l'article en donnant les références utiles à sa vérifiabilité et en les liant à la section « Notes et références ».
Koucha Moustapha ou Köse Mustafa est le huitième pacha triennal de la régence d'Alger. Il règne avec interruptions de 1605 à 1617.

## Biographie

### Début à la tête de la régence
Koucha Moustapha devient pacha après le règne court mais sous tensions de son prédécesseur Mohammed Koucha. Dès 1606, il est sollicité par les tribus berbères de l'Oranie pour les aider face aux Espagnols qui ont razzié dix-sept fois les côtes, en emportant 4 900 prisonniers et butin. Le pacha lance alors une offensive fin avril mais les forces espagnoles, composées de 480 fantassins, 120 cavaliers et quatre canons, dirigées par le gouverneur Guzman, et avec l'appui des tribus arabes, mettent en déroute celles de la régence près d'Oran.
À défauts d'avoir pu consolider son emprise sur l'ouest, Koucha Moustapha se tourne vers l'est du territoire où il réussit à installer une garnison à Djemâa Saharidj, sécurisant ainsi les routes. Après cet événement, le pacha a mystérieusement disparu alors que Redouane Pacha prend la tête d'Alger.

### Retour au pouvoir
Koucha Moustapha retourne en 1610 dans le Dar Es-Soltane récemment ravagé par les Kabyles. Ces derniers tentent d’assiéger la capitale, le pacha parvient à les chasser de la région et à conclure une trêve. 
En août 1610, des galères toscanes attaquent par surprise plusieurs ports algériens qui subissent des pertes, détruisant au passage la ville de Brechk (aujourd'hui Gouraya). Elles sont stoppées après une attaque infructueuse à Jijel. 
Une période de famine due à la sécheresse intervient en 1611 et 1612. Elle engendre l'expulsion à partir du 30 avril 1612 des réfugiés maures venus d'Espagne quelques années plus tôt provoquant même jusqu'à des épisodes de barbarie quand ceux-ci n'obtempéraient pas. En réaction Koucha Moustapha fait construire de nombreux aqueducs dans la Mitidja permettant l'approvisionnement d'Alger en eau. Il est remplacé une année plus tard par Hussein Cheikh.

### Fin de son règne
Koucha Moustapha est rappelé une troisième et dernière fois en 1617 sur fond de fortes tensions avec la France, mais son règne est court. Il est remplacé la même année par Soliman Katania.